# Alicia Berdaxágar
Alicia Berdaxágar (Buenos Aires, 1 de agosto de 1925-ibídem, 20 de septiembre de 2018) fue una prestigiosa actriz argentina de teatro, televisión y cine.

## Biografía
A los 6 años se disfrazó de ratoncito para una fiesta de primer grado en la escuela primaria.
No hizo el secundario, pero decidió estudiar francés y declamación ―siempre sin ningún apoyo familiar―.
A los 15 años de edad falleció su madre.
Su padre estaba en contra de que ella estudiara teatro.
A los 18 años ingresó en el Conservatorio Nacional de Teatro. Cuando estaba en segundo año conoció a quien sería su esposo, el actor Carlos Carella (1925-1997), con quien convivió varios años y más tarde se divorció.
En 1946 egresó de la Escuela Nacional de Arte Dramático.
Estudió teatro con Juan Carlos Gené, Augusto Fernandes, Carlos Gandolfo, Lito Cruz y Ricardo Bartís.
Realizó también estudios de Técnica Vocal y Técnica Corporal con Renata Schottelius, Ana Itelman, Beatriz Muraña, Sergio Tulián y Alexia Prat Gay, entre otros.
Si bien actuaba desde fines de los años cuarenta, en 1955 realizó su primer papel protagónico en Yerma, de Federico García Lorca.
Desde esa época ―después de un desplante de su representante artístico― trabajó por cuenta propia, sin representación comercial.
Integró los elencos estables de la Comedia Nacional (hasta 1960, en que renunció con todo el elenco) y del Teatro Municipal General San Martín, en los que trabajó en más de cien obras de teatro.
Solamente no trabajó en el año 1990, en que ―en pleno período menemista, de desprecio a la cultura― las autoridades del teatro San Martín decidieron que no existiría más el elenco estable (que Berdaxágar integró durante varias décadas) y en 1994, en que se tomó un año sabático para viajar por Europa.
Acerca de su papel de Lucky, una mendiga en la obra de teatro Esperando a Godot, de Samuel Beckett:

Cuando hago este tipo de personajes, la vista y el ánimo se me van involuntariamente hacia criaturas en las que se adivina muchísimo dolor, y eso siento que me hace mal. Porque una cosa es hacer estos personajes a los 40 o a los 50, y otra muy distinta es hacerlos a los 70. Después de esto, basta. Después quiero una peluca rubia...
Alicia Berdaxágar

En el medio teatral se la conocía como «La Reina».

Yo ―que suelo ser puntual pero no obsesiva― no recuerdo si por haberme confundido con el horario o por qué razón, llegué al ensayo dos horas tarde. Estaban todos esperándome en el escenario y lo primero que dije fue: «¡Hay un viento afuera!». Entonces uno de mis compañeros ―creo que Alfonso De Grazia, dijo: «Solo una reina puede hablar así».
Alicia Berdaxágar.

Falleció el 20 de septiembre de 2018 a los 93 años, en Buenos Aires.

## Trabajos

### Cine
- 1966: Con el más puro amor, con Mario Fortuna, Ricardo Trigo, José Cibrián, Ana María Campoy, Alba Mugica, Pascual Nacarati, Domingo Alzugaray, Beatriz Bonnet, Isidro Fernán Valdez, Carlos Ginés, Alberto Soler, Teresita Pintos, María Esther Corán, Fernando Chicharro, Carlos Zier
- 1973: Siempre fuimos compañeros, con Hugo del Carril, Donald, Irma Roy, Vicente Rubino, Rosanna Falasca, Jorge Barreiro, Juan Alberto Mateyko, Marcelo Marcote, Adriana Aguirre, Ernesto Juliano
- 1975: Bodas de cristal, con Alberto Closas, Susana Campos, Soledad Silveyra, María Vaner, Aldo Barbero, Claudio Levrino, Betiana Blum, Lydia Lamaison, Luis Castromil, Graciela Nilson
- 1979: Este loco amor loco, con Irene Morack, Carlos Calvo, Ignacio Quirós, Héctor Gióvine, Silvina Rada, Osvaldo Terranova, Hugo Arana, Ulises Dumont, Perla Santalla, Jorge Sassi, Arturo Maly y Nelly Prono.
- 2001: Entre el amor y el espanto, de Juan Carlos Desanzo Leonor Acevedo, la madre de Jorge Luis Borges.

### Teatro
Algunas de las obras en las que se destacó como intérprete o protagonista son:
- 1955: Yerma, de Federico García Lorca,[4] como Yerma.
- 1957: La casilla de las macetas, de Graham Greene.
- 1959: Proceso a Jesús, de Diego Fabbri.[9]
- 1959: Bodas de sangre, de Federico García Lorca.
- 1959: Arlequino, servidor de dos patrones, de Carlo Goldoni.
- 1959: Acuérdate del ángel, de Thomas Wolfe.
- 1959: Donde la muerte clava sus banderas, de Omar de Carlo.
- 1959-1960: Locos de verano, de Gregorio de Laferrère.
- 1960: Hombre y superhombre, de George Bernard Shaw, con Inda Ledesma y Ernesto Bianco.
- 1963: La casa de la señora Circe, de Jacques Audiberti.
- 1963: Becket o el honor de Dios, de Jean Anouilh, con Lautaro Murúa, Duilio Marzio y Norma Aleandro.
- 1963: Subsuelo, de Samuel Eichelbaum, como Matilde, con Luisa Vehil, Sergio Renán, Osvaldo Cattone y Fanny Brena[10]
- 1964: La voz humana, de Jean Cocteau.
- 1966-1970: El caballero de las espuelas de oro, de Alejandro Casona.
- 1968: Los mirasoles de Julio Sánchez Gardel.
- 1968: Peribáñez y el Comendador de Ocaña de Lope de Vega.
- 1968: ¿A qué jugamos?, de Carlos Gorostiza, en reemplazo de Norma Aleandro.
- 1972: Mea culpa, de Elena Antonietto.
- 1972: Un enemigo del pueblo, de Henrik Ibsen, como Catalina Stockmann, con Ernesto Bianco, Héctor Alterio, Beto Gianola, Héctor Gióvine, Jorge Rivera López, Héctor Tealdi, Osvaldo Terranova, Víctor Hugo Vieyra y María Valenzuela.
- 1973: The Chacho, comedia británica, de Miguel Luis Coronatto y Juan Silbert.
- 1973: Antígona Vélez, de Leopoldo Marechal, en reemplazo de Susana Rinaldi.
- 1974: Plaza hay una sola, de Diana Raznovich.
- 1974: 30-30", de Dalmiro Sáenz.
- 1975: Escarabajos, de Pacho O'Donnell, con Mario Alarcón y Víctor H. Iriarte[11]
- 1976: Barranca abajo, de Florencio Sánchez, como Rudecinda.
- 1977: La casa de Bernarda Alba, de Federico García Lorca, como Prudencia.
- 1977-1978: El reñidero, de Sergio De Cecco.
- 1977-1978: Don Juan, de Molière.
- 1978-1981: El jardín de los cerezos, de Antón Chéjov, como Liúbov.[6]
- 1979: Juan Gabriel Borkman, de Henrik Ibsen, como Ella Rentheim.
- 1979: El diablo en la cortada, dos obras fusionadas de Carlos Mauricio Pacheco y José Antonio Saldías.
- 1980: Viejos tiempos, de Harold Pinter, con Juana Hidalgo y Pepe Novoa.
- 1981: Relojero, de Armando Discépolo, como Irene.
- 1982: El burgués gentilhombre, de Molière.
- 1982: La casa de Bernarda Alba, de Federico García Lorca, como Poncia. Gira por Rusia.
- 1983: Danza macabra, de August Strindberg, como Alice.
- 1983: Viana, de Andrés Baila.
- 1984: Medida por medida de William Shakespeare, como la Señora Sobrecogida.
- 1984-1985: Todos eran mis hijos, de Arthur Miller, como Kate Keller.
- 1985: Veraneantes, de Máximo Gorki, como Kaleria Basiliévna.[6]
- 1986: Los pilares de la sociedad, de Henrik Ibsen, como Lona Hessel.
- 1987: Las brujas de Salem de Arthur Miller, como Tituba, con Arturo Bonín, Elena Tasisto y Emilia Mazer.
- 1987: ¡Arriba, corazón!, de Osvaldo Dragún.
- 1987: Borges y el otro, sobre textos de Jorge Luis Borges.
- 1988: Delirio de grandezas, de José Antonio Saldías.
- 1989: Morgan, de Griselda Gambaro.
- 1991: Un día de estos, de Carlos Vittorello.
- 1992: La casa de Bernarda Alba, de Federico García Lorca, como Bernarda Alba.[12]
- 1993-1994: El movimiento continuo, de Armando Discépolo, Rafael José de Rosa y Mario Folco, como doña Pepa.
- 1995: Escenario para un solo momento, sobre textos de Samuel Beckett.[4]
- 1995: Brilla por ausencia, de Susana Gutiérrez Posse.
- 1996: Esperando a Godot, de Samuel Beckett, como Lucky.[13]
- 1997: Mi voz y la poesía, de varios autores.
- 1998: Tenesy, de Jorge Leyes.
- 1998: El puente, de Carlos Gorostiza, como la Madre, con Hugo Arana, Ingrid Pelicori y Joaquín Furriel.
- 1999: De repente, el último verano, de Tennessee Williams, como Violet Venable.
- 2000: Partir de La Odisea (título alternativo Nadar en tierra), de Walter Rosenzwit.
- 2001: La Bernhardt, de John Murrell, como Sarah Bernhardt, con Jorge Suárez.
- 2001: Pri: una tragedia urbana, de Cecilia Propato (voz en off).
- 2002-2005: Copenhague, de Michael Frayn, con Juan Carlos Gené y Alberto Segado, como Margarita (la esposa del físico danés Niels Bohr).[6][14][8]
- 2002: La profesión de la señora Warren, de George Bernard Shaw. Única función. Ciclo Teatrísimo.
- 2003: El libro de Ruth, de Mario Diament. Única función. Ciclo Teatrísimo.
- 2004: Las de Barranco, de Gregorio de Laferrère, como María Barranco.
- 2007: El último yankee, de Arthur Miller, como Karen Frick.[6]
- 2014: Mujeres tenían que ser, de Felipe Pigna, en versión teatral de Érika Halvorsen, con Julia Calvo, Fabiana García Lago y Julieta Cayetina.

### Televisión
- 1963: El sátiro (miniserie de televisión).[15]
- 1963-1964: Señoritas alumnas (serie de televisión), con Teresa Blasco, Selva Alemán, Marilina Ross, Evangelina Salazar, Catalina Speroni, Graciela Martinelli, Mabel Pessén, Sarita Rudnoy.[16]
- 1965: Los hermanos (serie de televisión).
- 1969: El hombre que volvió de la muerte (miniserie de televisión), como Dr. Helga
- 1969: Muchacha italiana viene a casarse (serie de televisión).
- 1971: Nacido para odiarte (serie de televisión), como Mercedes
- 1973: Pobre diabla (serie de televisión), como Otilde
- 1994: Alta comedia (serie de televisión), episodio «Renunciar a los sueños», como Flora
- 1995: Leandro Leiva, un soñador (serie de televisión).
- 2002: Marechal, o la batalla de los ángeles (documental), como ella misma.
- 2005: La ciudad de los pasos perdidos (cortometraje).

## Premios
Por su labor recibió la totalidad de los premios que se otorgan en el medio teatral argentino:
- 1971: premio Talia
- 1975: premio del Fondo Nacional de las Artes
- 1975: premio Molière por su papel en Escarabajos, de Pacho O’Donnell[4]
- 1992: premio Florencio Sánchez
- 1993: premio ACE
- 1995: premio María Guerrero
- 1995: premio Podestá[17]
- 1995: premio municipal Gregorio de La Ferrere
- 1996: premio Trinidad Guevara
- 1996: premio ACE
- 1998: premio Leónidas Barletta
- 1998: premio GETEA
- 1998: premio María Guerrero
- 2001: premio Kónex (diploma al mérito) como «actriz de teatro»
- 2013: Personalidad Destacada de la Cultura, de la Legislatura de la Ciudad de Buenos Aires[18]
- 2014: premio Teatro del Mundo